# Chaetonotus murrayi
Chaetonotus murrayi is een buikharige uit de familie Chaetonotidae. De wetenschappelijke naam van de soort werd in 1929 voor het eerst geldig gepubliceerd door Remane. De soort wordt in het ondergeslacht Hystricochaetonotus geplaatst.